# 臨江寺
臨江寺位於四川省廣元市蒼溪縣，文物遺址年代判定為明代。2007年6月1日公佈為四川省第七批文物保護單位。